# باتريك درولت
باتريك درولت هو ممثل كندي، ولد في القرن 20.

## وصلات خارجية
- باتريك درولت على موقع IMDb (الإنجليزية)
- باتريك درولت على موقع ألو سيني (الفرنسية)
- باتريك درولت على موقع أول موفي (الإنجليزية)
- باتريك درولت على موقع قاعدة بيانات الفيلم (الإنجليزية)
- باتريك درولت على موقع كينوبويسك (الروسية)